# نوگینسک
شهر نوگینسک (به روسی: Ногинск) در کشور روسیه و در اوبلاست مسکو واقع شده‌است.